# Personer i Sverige födda i Indonesien
Till personer i Sverige födda i Indonesien räknas personer som är folkbokförda i Sverige och som har sitt ursprung i Indonesien. Enligt Statistiska centralbyrån fanns det 2017 i Sverige sammanlagt cirka 2 700 personer födda i Indonesien.

## Historik
Indoneser har befunnit sig i Sverige sedan 1760-talet och utgjordes av ett ringa antal. De indoneser som befann sig i Sverige under denna tid var  ursprungligen förslavade och hade medtagits till Sverige av det Svenska Ostindiska Companiet.

## Historisk utveckling

### Födda i Indonesien
| Personer i Sverige födda i Indonesien 1960–2024 | Personer i Sverige födda i Indonesien 1960–2024 | Personer i Sverige födda i Indonesien 1960–2024 | Personer i Sverige födda i Indonesien 1960–2024 | Personer i Sverige födda i Indonesien 1960–2024 |
| --- | ----------------------------------------------- | ----------------------------------------------- | ----------------------------------------------- | ----------------------------------------------- |
| |                                                 |                                                 |                                                 |                                                 |
| År |                                                 |                                                 | Folkmängd                                       |                                                 |
| 1960 | 1960                                            |                                                 | 122                                             |                                                 |
| 1970 | 1970                                            |                                                 | 210                                             |                                                 |
| 1980 | 1980                                            |                                                 | 693                                             |                                                 |
| 1990 | 1990                                            |                                                 | 1 397                                           |                                                 |
| 2000 | 2000                                            |                                                 | 1 624                                           |                                                 |
| 2001 | 2001                                            |                                                 | 1 684                                           |                                                 |
| 2002 | 2002                                            |                                                 | 1 762                                           |                                                 |
| 2003 | 2003                                            |                                                 | 1 817                                           |                                                 |
| 2004 | 2004                                            |                                                 | 1 873                                           |                                                 |
| 2005 | 2005                                            |                                                 | 1 926                                           |                                                 |
| 2006 | 2006                                            |                                                 | 1 932                                           |                                                 |
| 2007 | 2007                                            |                                                 | 1 960                                           |                                                 |
| 2008 | 2008                                            |                                                 | 2 033                                           |                                                 |
| 2009 | 2009                                            |                                                 | 2 135                                           |                                                 |
| 2010 | 2010                                            |                                                 | 2 198                                           |                                                 |
| 2011 | 2011                                            |                                                 | 2 227                                           |                                                 |
| 2012 | 2012                                            |                                                 | 2 263                                           |                                                 |
| 2013 | 2013                                            |                                                 | 2 315                                           |                                                 |
| 2014 | 2014                                            |                                                 | 2 372                                           |                                                 |
| 2015 | 2015                                            |                                                 | 2 429                                           |                                                 |
| 2016 | 2016                                            |                                                 | 2 572                                           |                                                 |
| 2017 | 2017                                            |                                                 | 2 686                                           |                                                 |
| 2018 | 2018                                            |                                                 | 2 826                                           |                                                 |
| 2019 | 2019                                            |                                                 | 2 972                                           |                                                 |
| 2020 | 2020                                            |                                                 | 3 050                                           |                                                 |
| 2021 | 2021                                            |                                                 | 3 205                                           |                                                 |
| 2022 | 2022                                            |                                                 | 3 306                                           |                                                 |
| 2023 | 2023                                            |                                                 | 3 354                                           |                                                 |
| 2024 | 2024                                            |                                                 | 3 494                                           |                                                 |
| Anm.: Befolkning den 31 december respektive år förutom åren 1960 och 1970 som avser förhållandet den 1 november och år 1980 som avser förhållandet den 15 september. |                                                 |                                                 |                                                 |                                                 |